# Bencsics András György
Bencsics András György (Bentsits) (Vistuk, 1765. július 13. – Rozsnyó, 1808. október 26.) ferences rendi szerzetes.

## Élete
A szerzetbe lépvén, a teológiát Kassán végezte; misés pappá felszenteltetése után részint plébánosok mellett segédkezett mint ideiglenes káplán, részint különböző kolostorokban viselt elöljáróságot.

## Művei
- Manna spasitedlna és Pázmány Kalauzának szlovák fordítása
- Theologiai tárgyú kéziratai a rozsnyói convent könyvtárában őriztetnek